# Klippen skole
Klippen er en kristen privatskole med omkring 216 elever i 0. til 9. klassetrin. Skolen er oprettet i 1977 og ligger i Voel mellem Silkeborg og Hammel. Skolen har en SFO, som anvendes af næsten alle elever mellem 0. og 3. klasse.
Klippens motto er "Fri skole på fast grund".

## Historie
Hovedbygningen er opført i karakteristisk Bedre Byggeskik-stil. Bygningen blev i 1927 brugsforening. Efter omdannelsen til skole i 1977 blev der tilbygget nye bygninger i tilpasset stil.

## Lokalplan
Skolen er omfattet af lokalplan 32-006 og udlagt til offentligt formål. Lokalplanen muliggør en betydelig udvidelse af skolens bygningsmasse.